# Portrait de Max Jacob (Modigliani)
Pour les articles homonymes, voir Portrait de Max Jacob.
Portrait de Max Jacob est un tableau réalisé par le peintre italien Amedeo Modigliani en 1916. Cette huile sur toile est un portrait de Max Jacob coiffé d'un haut-de-forme. Elle est conservée au sein de la Kunstsammlung Nordrhein-Westfalen, à Düsseldorf.

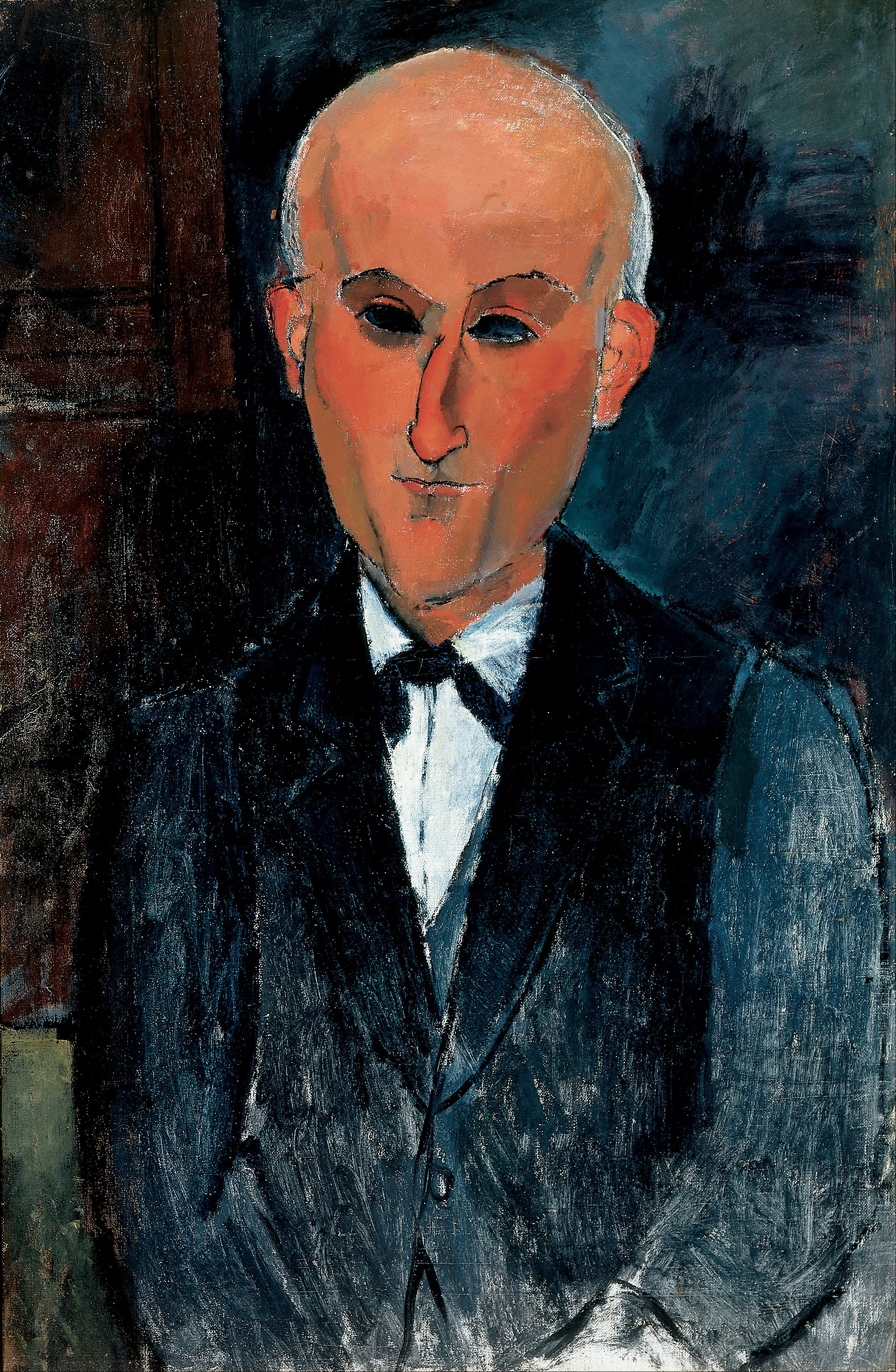
Max Jacob, vers 1916-1917 – Cincinnati Art Museum, Cincinnati.